# Onorato Visconti
Onorato Visconti (Milano, 1585 – Milano, 7 luglio 1645) è stato un arcivescovo cattolico e diplomatico italiano.

## Biografia

### Studi e carriera ecclesiastica
Discendente della nobile famiglia Visconti, era figlio di Ercole Visconti e di sua moglie Anna Sfondrati, nipote di papa Gregorio XIV, e fu allevato dallo zio, il cardinale Alfonso Visconti. Onorato Visconti conseguì il dottorato in giurisprudenza e papa Paolo V lo nominò praticante presso le corti della Segnatura Apostolica. Dal 1608 ricoprì vari benefici e governatorati quali Iesi (1608), Fano (1610-11), Ascoli (1611-14) e Ancona (1614-18).
Il 7 maggio 1624 papa Urbano VIII lo nominò inquisitore di Malta, dove arrivò il 24 giugno dello stesso anno. Trovò l'isola in uno stato impoverito. La sua interferenza negli affari dell'Ordine di Malta trasformò molti dei Cavalieri dell'Ordine nei suoi avversari. Sebbene lui stesso fosse piuttosto soddisfatto del suo lavoro, la Santa Sede lo avvertì di ricucire le fratture che aveva causato nei rapporti con l'ordine cavalleresco. Nel 1625 fece costruire una residenza estiva ad Agrigento. Visconti ebbe un ruolo fondamentale nella fondazione del Convento dei Carmelitani a Bormla.
Nel maggio 1627 Onorato Visconti lasciò Malta per diventare governatore delle Marche il 13 giugno. Il 10 giugno 1630 fu nominato arcivescovo titolare di Larissa in Tessaglia, e poco dopo fu consacrato dal cardinale Giulio Roma, vescovo di Recanati e Loreto. Già nell'aprile del 1630 era stato nominato nunzio apostolico a Varsavia.

#### La nunziatura e l'influenza politica
La sua nomina è avvenuta in una fase difficile dei rapporti tra la Santa Sede e la Polonia-Lituania. Mentre nell'Europa occidentale infuriava la Guerra dei Trent'anni, Sigismondo III Vasa si trovava in Polonia-Lituania. Vasa fu scelto come sovrano. Secondo i gesuiti ciò preparò un'unione personale tra la Rzeczpospolita e la Svezia, di cui Sigismondo fu re ereditario dal 1592 al 1599 e di cui rimase re titolare fino alla sua morte. Convinta che l'azione di Vasa potesse giovare al cattolicesimo, la Santa Sede inviò Visconti in Polonia come nunzio, che  poiché originario di Milano e suddito degli Asburgo di Spagna era considerato un fedele alleato dell'Austria.
Onorato Visconti arrivò a Varsavia il 4 ottobre 1530. Lì trovò il paese in gran parte tranquillo. I conflitti con la Svezia, iniziati nel 1626, terminarono col Trattato di Altmark nel 1529 attraverso la mediazione della Francia e dell'elettorato di Brandeburgo. I rapporti con Urbano VIII erano solidi, anche se il papa vedeva con sospetto il riavvicinamento tra Varsavia e Vienna a causa delle sue inclinazioni filofrancesi. L'unico interrogativo preoccupante era quello del successore dell'ormai anziano Sigismondo III, secondo una relazione lasciatagli dal predecessore di Visconti, Antonio Santacroce.
Il vecchio re morì il 30 aprile 1632 con l'accompagnamento spirituale del nunzio. Nelle prime settimane dell’interregno, il suo compito ha riguardato tre punti focali: l’eterno problema dei cosacchi ucraini, il contrasto tra le Chiese orientali unite e l’Ortodossia, e la presenza di protestanti attivi, per lo più calvinisti lituani, in Polonia. Nella sessione di apertura del Sejm (22 giugno - 16 luglio 1632), fu eletto presidente il Gran Generale lituano Krzysztof II Radziwiłł, un calvinista. Incoraggiato dalla presenza delle truppe protestanti sul confine occidentale della Polonia con Pomerania, Neumark e Slesia, nonché dalla presenza del re svedese Gustavo II Adolfo, chiese l'abrogazione delle leggi con cui il defunto re aveva limitato la loro libertà di religione. La resistenza dell'ala cattolica, appoggiata da Visconti, si rivelò inutile, così dopo un primo incontro il 6 luglio 1632 nel palazzo del primate di Polonia Jan Wężyk, arcivescovo di Gniezno, il 16 luglio il Sejm approvò un accordo che sanciva la pace tra confessioni religiose. L'accordo fu respinto da Piotr Mohyła, archimandrita ortodosso di Kiev, e da Urbano VIII, che chiese anche a Visconti di monitorare la situazione secondo le indicazioni di Propaganda Fide.
La questione dell'elezione del re polacco era ancora più complessa per il nunzio: visto l'appoggio protestante a Ladislao IV Vasa, primogenito di Sigismondo III, Roma fu costretta a prendere in considerazione il principe Giovanni Casimiro. Il quadro cambiò quando i protestanti decisero improvvisamente di nominare re il sovrano svedese Gustavo II Adolfo. Sebbene questa fosse una candidatura senza speranza, fornì l'opportunità di radunare i polacchi attorno a Ladislao e assicurarsi il sostegno di Roma e dei cosacchi, che avevano bisogno di un sovrano forte contro le pretese russe sul confine. Per quanto riguarda il Sejm come corpo elettorale, Visconti, che era venuto in Polonia come nunzio presso Sigismondo III, fu nominato legatus a latere. Il 22 ottobre 1632, dopo che il prelato Henryk Firlej presentò la candidatura di Ladislao Vasa per conto di Urbano VIII, Visconti invitò il Paese ad eleggere un sovrano degno della sua storia e obbediente alla fede cattolica. L'8 novembre 1632 Ladislao fu eletto nuovo re di Polonia. A Visconti va il merito di aver dissipato i dubbi sull'orientamento cattolico del prescelto, in particolare attraverso due lettere inviate a Roma il 23 giugno e il 15 luglio.
Onorato Visconti fu richiamato a Roma nel 1636, nominato presidente della Legazione di Romagna.
Sebbene papa Urbano VIII ritenesse insoddisfacente l'amministrazione di Visconti, Ladislao IV, invece ottimista, propose Visconti per l'elevazione al rango cardinalizio, forte del suo prestigio. Tuttavia il Papa considerò inaccettabile la richiesta della Polonia e fece riferimento ad un decreto del Concilio di Trento che stabiliva che sarebbero stati ammessi solo i candidati appartenenti alla rispettiva nazione, nonché ad una bolla di papa Pio IV. La disputa al riguardo durò quattro anni senza mai giungere ad una conclusione. Nonostante le ripetute richieste di Ladislao IV, il Papa non prese mai in considerazione il nome Visconti per il cardinalato.
Visconti si ritirò a Milano, dove morì il 7 luglio 1645.

## Genealogia episcopale
La genealogia episcopale è:
- Arcivescovo Filippo Archinto
- Papa Pio IV
- Cardinale Giovanni Antonio Serbelloni
- Cardinale Carlo Borromeo
- Cardinale Ottavio Paravicini
- Cardinale Giambattista Leni
- Cardinale Giulio Roma
- Arcivescovo Onorato Visconti